# 熱斯河
熱斯河（法語：Gesse，法語發音：[ʒɛs]）是法國的河流，位於該國西南部，屬於萨沃河的左支流，河道全長52公里，發源自阿尔内，流經上比利牛斯省、上加龙省和热尔省，河口處在埃斯庞。

## 外部連結
- http://www.geoportail.fr （页面存档备份，存于）
- The Gesse at the Sandre database